# 세 편의 단편과 열 편의 시
《세 편의 단편과 열 편의 시》(Three Stories and Ten Poems)는 1923년 파리에서 출간된 어니스트 헤밍웨이의 단편집이다. 제목 그대로 헤밍웨이의 단편 소설과 시가 수록되어 있으며, 로버트 매캘먼(Robert McAlmon)의 출판사 컨택트 퍼블리싱(Contact Publishing)에서 300부 가량을 출간하였다.

## 수록 작품
세 편의 단편
- 〈미시간에서〉(Up in Michigan)
- 〈철이 지난〉(Out of Season) - 〈때늦은 계절〉로도 번역됨.
- 〈늙은 내 아버지〉(My Old Man)

열 편의 시
- 〈기관총〉(Mitraigliatrice)
- 〈오클라호마〉(Oklahoma)
- 〈기름진 계절〉(Oily Weather)
- 〈루스벨트〉(Roosevelt)
- 〈포로들〉(Captives)
- 〈전장〉(Champs d'Honneur)[2]
- 〈리파르토 다살토〉(Riparto d’Assalto)[2]
- 〈몽파르나스〉(Montparnasse)[2]
- 〈청춘을 따라〉(CAlong With Youth)[2]
- 〈장(章) 제목〉(Chapter Heading)[2]